# Bon Accord Harbour
Bon Accord Harbour ist ein Naturhafen auf der Insel Kawau Island, die zum Stadtgebiet des Auckland Council auf der Nordinsel von Neuseeland gehört.

## Geographie
Der Bon Accord Harbour befindet sich auf der Westseite der Insel Kawau Island, rund 48 km nördlich des Stadtzentrums von Auckland und rund 8 km östlich von Snells Beach sowie 14 km östlich von Warkworth vor der Ostküste der Northland Peninsula. Der sich nach Osten hin wie ein Trichter verengende Naturhafen kommt auf eine Länge von rund 3,45 km und misst bei einer durchschnittlichen Breite von rund 600 m an seiner breitesten Stelle 1,35 km. Die Küstenlinie weist zahlreiche Buchten auf und dehnt sich über rund 12 km aus. Der Hafeneingang erstreckt sich über eine Breite von rund 1,1 km.

## Nutzung
Der Naturhafen verfügt an seinen südlichen Ufern über viele kleine Buchten, die von Freizeitschiffern und Erholungssuchenden genutzt werden. Zahlreiche kleine und mittelgroße Bootsanlegestellen zeugen von einer intensiven Nutzung des Gewässers. An den nördlichen Ufern befinden sich ebenfalls Anlegestellen, die aber weit nicht so zahlreich wie auf der gegenüberliegenden Uferseite sind.